# Øystein Baadsvik

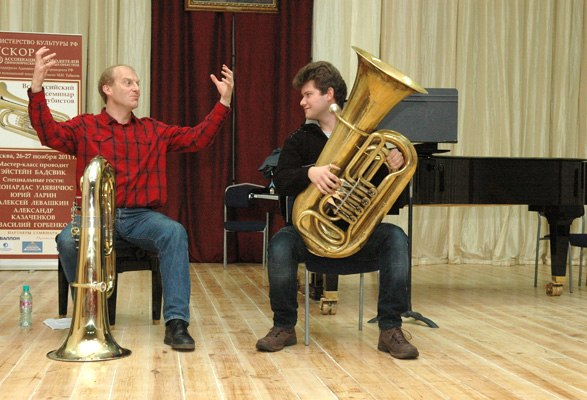

Øystein Baadsvik (* 14. August 1966 in Trondheim, Norwegen) ist ein norwegischer Tubist. Er gehört zu den wenigen berufsmäßigen Tubasolisten der Welt.

## Leben
Baadsvik begann mit zehn Jahren als Euphoniumspieler in einem örtlichen Blasorchester. Da er sich damals nicht für Musik begeistern konnte, hörte er nach drei Jahren wieder auf. Im Alter von 15 Jahren begann er das Tubaspielen in einem anderen Orchester und mit 16 Jahren trat er einer Brass Band bei. Nach eineinhalb Jahren wurde er als Mitglied im „Norwegian National Youth Wind Orchestra“ aufgenommen. Bereits im Alter von 18 Jahren erreichte er den ersten Preis am Nationalen Solistenwettbewerb in Norwegen.
Mit 20 begann er sein Musikstudium bei Michael Lind an der Königlichen Musikhochschule Stockholm in Stockholm. Nach einem Jahr in Stockholm nahm er für zwei Jahre den Platz des Solotubisten am Norrköping Symphony Orchestra (Schweden) ein.
Øystein Baadsvik studierte unter anderem bei Michael Lind, Roger Bobo, John Fletcher, Arnold Jacobs und Harvey Philips.
Seine Internationale Karriere begann er als Preisträger des prestigeträchtigen Concours International d’Exécution Musicale (CIEM) 1991 in Genf.
Kurz nach der Veröffentlichung seiner ersten Solo-CD mit Werken von Hindemith, Madsen und anderen Komponisten, erntete diese in Internationalen Musikzeitschriften weltweit exzellente Kritiken. Der „American Record Guide“ betitelte Baadsvik mit dieser spektakulären Solo-CD als einen der weltbesten Tubasolisten.
Im Jahre 1997 hörte Baadsvik mit dem Tubaspielen auf und wendete mehr Zeit für seine Familie auf. Daneben bildete er sich zum Computertechniker weiter.
1999 erhielt er vom Norwegischen Staat ein zweijähriges Stipendium, damit er seine Arbeit in seinem Sinn weiterführen konnte.
Seither ist Øystein Baadsvik ein gefragter Solist und Lehrer auf der ganzen Welt. Als Solist spielt er Repertoire für Tuba mit Orchester oder arbeitet mit Jazz-, Rock- und Pop-Musikern zusammen. Egal in welchem Genre er arbeitet, stets gilt ihm die Kommunikation zwischen ihm und seinem Auditorium als wichtigste Verpflichtung.
Er arbeitet konstant daran weiter, neue musikalische Aspekte des Tubaspielens zu erreichen. Folglich entstanden neue moderne Techniken, welche er in seinen Werken einbaut. Unter anderem sein „lip beat“, mit welchem er perkussive Schlagzeuggeräusche in den tiefen Lagen erzeugen kann.
An einem Konzert in den USA spielte er mit einer Münze im Mundstück [Anmerkung: einige norwegische Münzen haben ein ca. 2 mm großes Loch im Zentrum]. Oder beispielsweise in seinem Solowerk Fnugg, in welchem er Techniken des Didgeridoos einsetzt.
Bis heute hat Øystein Baadsvik mehr als 30 Solowerke von Komponisten aus den USA, Russland, Schweden, Norwegen und der Schweiz uraufgeführt. Auch er selbst hat eigene Orchesterwerke komponiert und dirigiert.
Seine Solo-CD Tuba Carnival erschien im September 2003 in über 40 Ländern. Dank des Erfolgs der ersten Auflage mit 1500 verkauften CDs innerhalb von nur sechs Tagen erhielt Baadsvik einen Exklusiv-Vertrag beim Label BIS.
Hauptsächlich spielt Baadsvik auf einer Miraphone Es-Tuba.
Øystein Baadsvik ist verheiratet und Vater dreier Kinder.